# Ten Wheel Drive
Ten Wheel Drive was een Amerikaanse jazzrock/fusion-band.

## Bezetting
Vetgedrukt = oprichters.
- Genya Ravan (zang, mondharmonica, tamboerijn)
- Aram Schefrin (zang, gitaar, banjo, percussie)
- Michael Zager (orgel, piano, klarinet)
- Bill Takas (basgitaar)
- Bob Piazza (basgitaar)
- Blake Hines (basgitaar)
- Leon Rix (drums, percussie, cello)
- Allen Herman (drums, percussie)
- David Williams (drums, percussie)
- Jay Silva (fluit, trompet, bugel)
- Louis Hoff (fluit, saxofoon)
- Dave Liebman (fluit, saxofoon)

- Richard Meisterman (trompet, bugel)
- Peter Hyde (trompet, bugel)
- Steve Satten (trompet, bugel)
- John Gatchell (trompet, bugel, hoorn)
- John Eckert (trompet, bugel)
- Dean Pratt (trompet, bugel, hoorn)
- Danny Stiles (trompet)
- Frank Frint (trompet)
- Dennis Parisi (trombone)
- Bill Watrous (trombone)
- Tom Malone (trombone)
- Alan Gauvin (houtblazers)

- Annie Sutton (zang)
- Michael Zager (orgel, klarinet, keyboards, vibrafoon)
- Don Grolnick (piano, keyboards)
- Gerry Chamberlain (trombone)
- Barry Lazarowitz (drums, percussie)
- Harry Max (basgitaar, viool)
- Ed Xiques (houtblazers)
- Daryl Hall (koor)
- Tom Cosgrove (koor)
- John Oates (koor)
- Joey Ward (koor)

## Geschiedenis
Na de definitieve ontbinding van de uitsluitend uit vrouwen bestaande rockband Goldie & the Gingerbreads in 1968 zocht Genya Ravan een nieuwe muzikale uitdaging. Hetzelfde telde voor Michael Zager en Aram Schefrin, twee onervaren muzikanten en songwriters uit New Jersey. Samen gebracht door hun managers, vergde de samenwerking vooreerst grote inspanningen voor iedereen. De afkomst van de drie muzikanten, die de kern zouden vormen van Ten Wheel Drive, was zeer verschillend en de muziek was aanvankelijk niet naar de zin van Genya Ravan. Ze was ook de enige met noemenswaardige beroepservaring in de muziekbranche.
Er moesten meerdere muzikanten worden gevonden voor de ritme- en blazerssectie. Er werden alleen mensen gecontracteerd, die noten konden lezen. De enige uitzondering daarop was Genya Ravan. De naam Ten Wheel Drive verwekte gezamenlijk brainstormen.
Toen de band in 1969 uiteindelijk regelmatig optrad, maakten ze direct krantenkoppen en begonnen de vergelijkingen tussen Janis Joplin en Genya Ravan. Tijdens deze periode richtte Polydor haar Amerikaanse onderneming op. Hun nieuwe directeur Jerry Schoenbaum contracteerde Ten Wheel Drive. Met de producent Walter Raim produceerde de band het eerste album Construction #1.
In de zomer van 1969 trad de band op op tijdens het Atlanta Pop Festival. Tijdens dit evenement ontmoette Ravan Janis Joplin persoonlijk.
In 1970 verscheen het tweede album Brief Replies, geproduceerd door Guy Draper. Ook van de blazers waren er inmiddels veel vervangen.
In februari 1971 gaf de band een spectaculair concert in Fillmore East. Naast de sterke muzikale presentatie zorgde Ravan voor opwinding, toen ze tijdens het optreden haar sowieso doorzichtige jasje uittrok en de rest van het concert met naakt en beschilderd bovenlichaam afmaakte.
In 1971 speelde de band ook in de Carnegie Hall in New York, waarbij een soort rockopera werd opgevoerd. Titel en inhoud verwezen naar de Slag bij de Little Bighorn en het noodlot van de Noord-Amerikaanse indianenstammen, een thema dat toentertijd de Amerikaanse openbaarheid intensief begon te interesseren. Ofschoon aan dit evenement veel voorbereiding was vooraf gegaan en het American Symphony Orchestra en een koor hun medewerking verleenden, besloot Polydor om de voorstelling niet te registreren. Deze beslissing werd vaak bekritiseerd en als fout gekenmerkt. Dit droeg ertoe bij, dat eerst Ravan en daarna de rest van de band het label de rug toekeerden.
Ook in 1971 verscheen de derde plaat Peculiar Friends, deze keer geproduceerd door Aram Schefrin en Michael Zager zelf. Daarna verliet Genya Ravan de band om een solocarrière te beginnen. Ze werd vervangen door Annie Sutton van The Rascals. Desondanks werkten Aram Schefrin en Michael Zager ook mee aan de eerste soloplaat van Ravan.
Het vierde en laatste album Ten Wheel Drive verscheen in 1974 bij Capitol Records onder andere met muziek, die Genya Ravan nog samen gecomponeerd had met Aram Schefrin. De sowieso alleen nog losse samenwerking tussen de bandleden was daarmee voergoed ten einde.

## Discografie
- 1969: Construction (Polydor Records)
- 1970: Brief Replies (Polydor Records)
- 1971: Peculiar Friends (Polydor Records)
- 1974: Ten Wheel Drive (Capitol Records)